# Giuseppe D'Alesi
Pour les articles homonymes, voir Alesi.
Ne doit pas être confondu avec Giuseppe Alessi.
Giuseppe D'Alesi Battiloro, né à Polizzi Generosa vers 1612, mort à Palerme en 1647, est un artisan, révolutionnaire sicilien, meneur de la révolte d'août 1647 à Palerme, contre le vice-roi espagnol Los Vélez.
Orfèvre, Giuseppe D'Alesi participe à une première révolte populaire en mai 1647 à Palerme. Le meneur, Nino La Pilosa, est arrêté grâce aux corporations, torturé et démembré vif en public. D'Alesi parvient à fuir à Naples, où il participe à la révolte animée par Masaniello.
De retour à Palerme, il prend la tête du mouvement des guildes qui reprennent l'administration de la ville le 12 août, et attaque le palais royal. Le vice-roi Los Vélez qui s'y trouve fuit par la mer. D'Alesi, loyal envers le roi, interdit les pillages et les destructions. Il rouvre la banque municipale et propose des réformes au vice-roi. À l'occasion d'un nouveau soulèvement populaire, il est tué fin août par des émeutiers, sa tête exposée sur une grille de la place centrale de la ville, et sa maison détruite.